# Ilha Roda

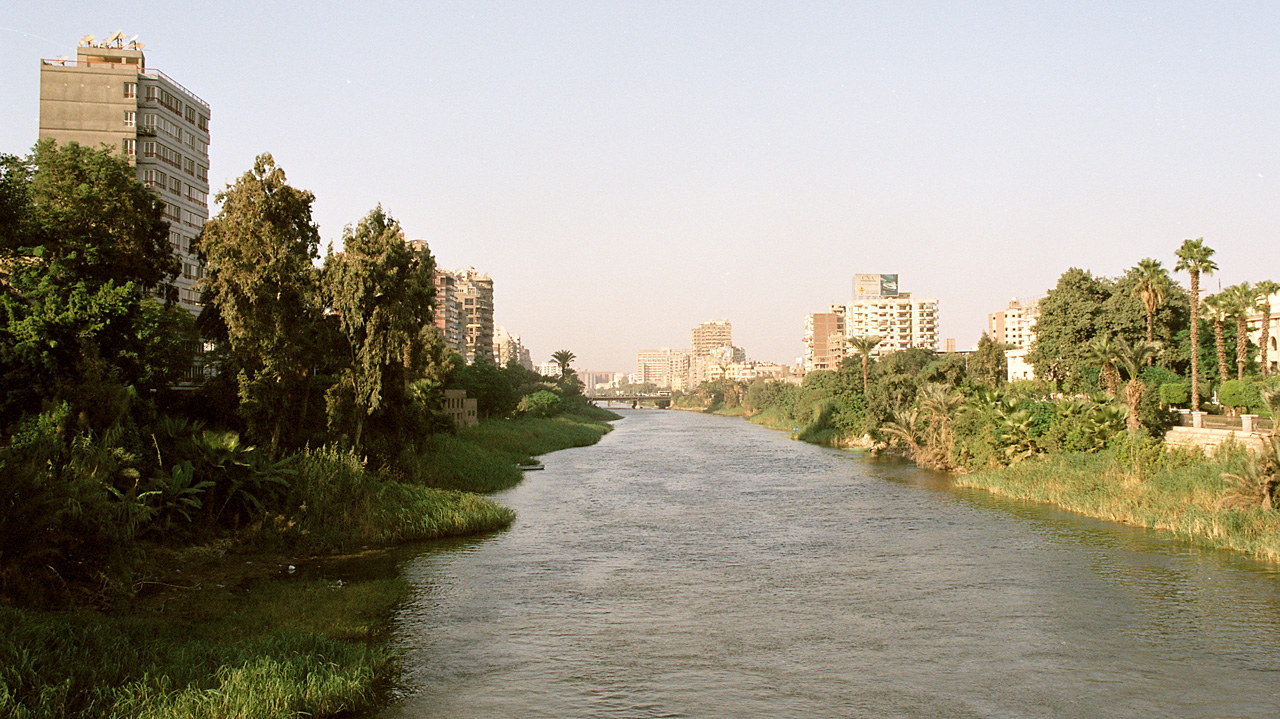
Ramo do Nilo, entre a Ilha Roda e o Antigo Cairo.

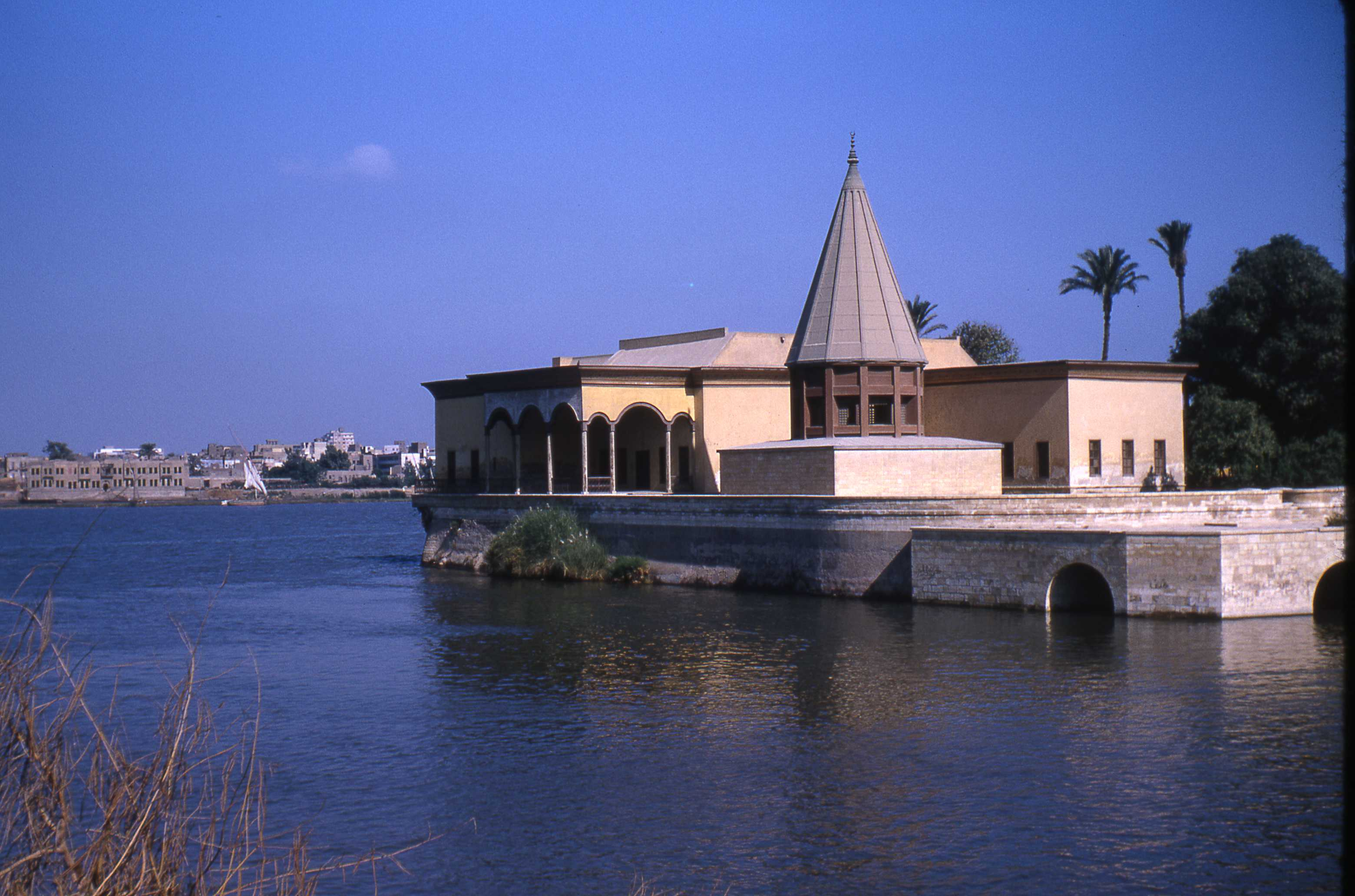
A Ilha Rhoda, Nilômetro e a ilha do Nilo.

Ilha de Roda ou Ilha Rawdah, (em árabe: جزيرة الروضة, Gezīret er-Rōdah e Al Manyal ar-Rawdah ), é uma ilha localizada no Nilo, centro de Cairo.
O Distrito de El-Manial e o Museu do Palácio Al-Manyal e seus jardins, estão localizados na ilha. Fica a oeste da cidade histórica de Old Cairo, através de um pequeno ramo do Nilo. A ilha tem um dos mais antigos edifícios islâmicos no Egito, o Nilômetro, em sua extremidade sul.